# Hollywood Mood
Hollywood Mood — студийный альбом Ларисы Долиной, вышедший в 2008 году. Альбом является первым англоязычным релизом певицы. Продюсером и автором песен является Джордж Дюк.

## Об альбоме
Знакомство Ларисы Долиной с Джорджем Дюком и Эл Джерро произошло в 2005 году, оба были приглашены выступить на юбилее певицы. Через месяц от Джорджа Дюка поступило предложение записать альбом. Запись проходила в Нью-Йорке и в Лос-Анджелесе на студии George Duke. Запись была завершена в сентябре 2007 года, однако вначале следующего года Долина специально приезжала в Лос-Анджелес, чтобы перезаписать некоторые свои партии. Помимо Эл Джерро в записи альбома также приняли участие трубач Рэнди Бреккер, бас-гитарист Майкл Ландау, саксофонист Джеймс Муди, барабанщик Тедди Кэмпбелл, а также певец Лари Брэггз.

## Критика
По словам обозревателя портала InterMedia, музыка альбома представляет собой так называемый «лёгкий джаз». Голос Долиной, по его мнению, не совсем подходит к этому стилю, лишь моменты со скэтом смотрятся удачно. Лучшими песнями Hollywood Mood критик называет лирическую балладу «Lately» и мюзик-холльную «Waiting On The Rain», в которых образ певицы выглядит наиболее привычно. Гуру Кен также невысоко оценил альбом, отметив вокальную закрепощённость Долиной, особенно в сравнении с Эл Джерро. Сергей Соседов, обозреватель портала KM.RU, напротив, хвалит «филигранную вокальную технику» певицы и великолепное английское произношение.

## Список композиций
| №                   | Название                                        | Длительность |
| ------------------- | ----------------------------------------------- | ------------ |
| 1.                  | «In L.A.»                                       | 4:27         |
| 2.                  | «Waiting on the rain»                           | 4:43         |
| 3.                  | «Wonder where you are?» (при участии Эл Джерро) | 5:22         |
| 4.                  | «I get the blues»                               | 4:02         |
| 5.                  | «Lost in Brazil»                                | 4:35         |
| 6.                  | «Cold wind»                                     | 3:08         |
| 7.                  | «Dance (Till the break of dawn)»                | 4:31         |
| 8.                  | «Lately»                                        | 5:17         |
| 9.                  | «Time stands still»                             | 4:34         |
| Общая длительность: | Общая длительность:                             | 40:39        |